# Xmonad
xmonad 是一种窗口管理器，运行于UNIX以及Linux、FreeBSD等类Unix操作系统上。xmonad使用Haskell编写，采用3条款BSD许可证。
xmonad是一款平铺式窗口管理器。窗口之间不会遮挡，且自动调整大小以填充整个屏幕。xmonad使用纯函数式编程语言Haskell开发，其配置以及扩展也同样使用Haskell完成。不仅可以单独使用xmonad外，而且可替换Gnome或KDE自带的窗口管理器。